# Roche gravée de Moho

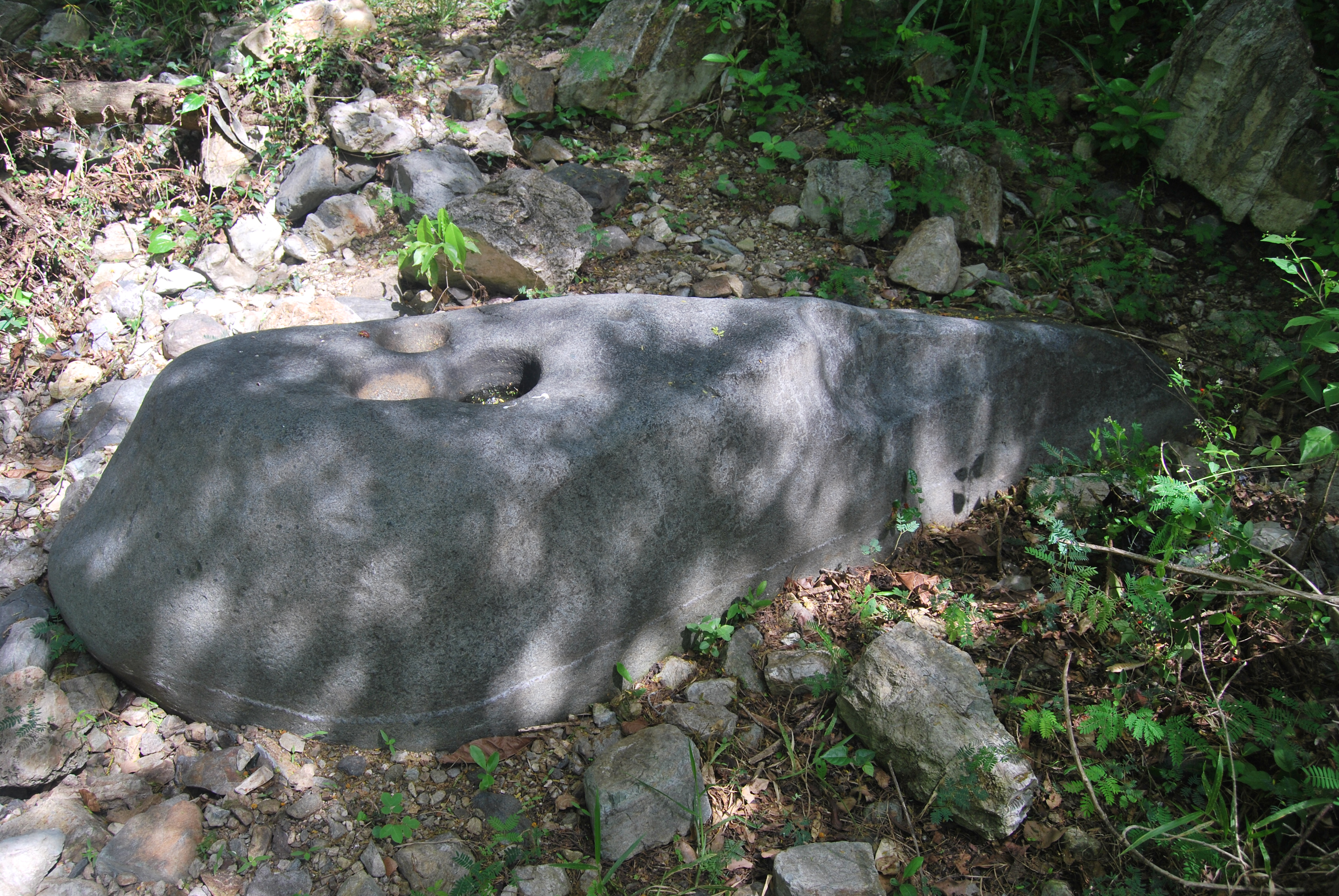
Hauptblock der Roche gravée de Moho

Die Roche gravée de Moho ist ein Monument historique im französischen Überseegebiet Saint-Martin.
Die Stätte besteht aus mehreren gravierten Felsblöcken. Der namensgebenden Hauptblock, der 80 Vertiefungen trägt, besteht aus grauem Diorit. Die Oberseite dieses Blocks hat drei große konische Hohlräume mit halbkugelförmigen Böden, von denen zwei benachbart sind. Die Oberfläche dieser Hohlräume ist regelmäßig und glatt. An der Peripherie des Geländes befinden sich Scherben aus kolonialer Keramik sowie seltene Scherben präkolumbianischer Keramik, die wahrscheinlich mit dem gravierten Gestein in Verbindung stehen.
Die Stätte wurde 2012 mit dem Status „Classé“ geschützt.